# Stanisław Pieniążek z Iwanowic
Stanisław Pieniążek z Iwanowic herbu Odrowąż (zm. przed 17 kwietnia 1564) – wojski krakowski w latach 1557–1564, podstarości krakowski, starosta grybowski w 1553 roku, dworzanin królewski w 1535 roku.
Poseł na sejm warszawski 1556/1557 roku z województwa krakowskiego.
Był wyznawcą kalwinizmu.